# 赤穂市立赤穂中学校
赤穂市立赤穂中学校（あこうしりつ あこうちゅうがっこう）は、兵庫県赤穂市加里屋にある公立中学校。
なお、校章は旧制兵庫県立赤穂中学校のそれを受け継いでいる。

## 沿革
- 1947年（昭和22年）4月22日 - 赤穂町立赤穂寥州中学校として設立。
- 1950年（昭和25年）4月1日 - 赤穂町立赤穂中学校に改称。
- 1951年（昭和26年）9月1日 - 赤穂町が坂越町、高雄村と合併し赤穂市となるに伴い、赤穂市立赤穂中学校となる。

## 部活動
- 野球部
- ソフトテニス部
- サッカー部
- 男子バスケットボール部
- 女子卓球部
- 陸上競技部
- 剣道部
- 吹奏楽部

## 交通アクセス
- JR赤穂線播州赤穂駅より徒歩約15分

## 校区
- 赤穂市立赤穂小学校
- 赤穂市立城西小学校

## 校区が隣接している学校
- 赤穂市立赤穂西中学校
- 赤穂市立坂越中学校
- 赤穂市立赤穂東中学校